# Белокопытник Татеваки
Белокопытник Татева́ки (лат. Petasites tatewakianus) — многолетнее травянистое растение из рода Белокопытник.
Растёт на Дальнем Востоке (на побережье Охотского моря, в Приморском крае, на севере Китая, в Корее). Встречается по берегам рек и ручьёв, в лесах; предпочитает илистые наносные пески, каменистые почвы.
Вид назван в честь японского ботаника Мисао Татеваки (1899—1976, англ. Tatewaki, Misao).

## Биологическое описание
Стебель в период цветения имеет высоту 15—50 см, затем, к моменту созревания семян, может вытягиваться до одного-полутора метров. Стеблевые листья ланцетные, стеблеобъемлющие.
Корзинки многочисленные, собраны в общее щитковидое соцветие, 10—15 мм в диаметре. Венчики светло-фиолетовые. В условиях Приморского края цветёт с конца апреля до середины мая.
Прикорневые листья развиваются к концу цветения, по размеру они гораздо больше стеблевых. Их листовые пластины — шириной от 15 до 70 см, с длинным черешком (до одного метра в длину), почковидной формы; пальчатораздельные (иногда пальчаторассечённые), с семью-восемью долями (сегментами). Нижняя часть пластин — бело-войлочная.
Семена созревают в июне и способны прорасти уже в текущем сезоне.

## Применение
См. раздел «Применение» в статье «Белокопытник».
Особенности выращивания: этот вид предпочитает затенённые места, но нормально развивается и на солнце; используется для групповых посадок.